# Robert Prosinečki
Robert Prosinečki (Schwenningen, NSZK, 1969. január 12. –) világbajnoki bronzérmes jugoszláv és horvát válogatott horvát labdarúgó, csatár, edző. 1990-ben az év jugoszláv, 1997-ben az év horvát labdarúgójának választották.

## Gyermekkora
Az NSZK-beli Schwenningenben született jugoszláv vendégmunkás családban. Apja Đuro Prosinečki horvát származású és Gornji Čemehovec településről származott. Anyja Emilija Đoković szerb származású és a
Čačak melletti Ježevicáról származott. A Stuttgarter Kickers korosztályos csapatában kezdte a labdarúgást. 1979-ben, tízéves korában költöztek vissza Jugoszláviába, ahol a Dinamo Zagreb korosztályos csapatában folytatta a játékot.

## Pályafutása

### Klubcsapatban
1987 és 1991 között a Crvena zvezda labdarúgója volt, ahol három jugoszláv bajnoki címet nyert és tagja volt az 1990–91-es idényben BEK-győztes csapatnak. 1991 és 1997 között Spanyolországban játszott a Real Madrid, az Oviedo, a Barcelona és a Sevilla csapataiban. 1993-ban spanyolkupa-győztes volt a Real Madriddal. 1997 és 2000 között a Croatia Zagreb (Dinamo) játékosa volt, ahol három horvát bajnoki címet és egy kupagyőzelmet ért el. 2001-ben a belga Standard Liège, 2001–02-ben az angol Portsmouth, 2002–03-ban a szlovén Olimpija Ljubljana, 2003–04-ben az NK Zagreb játékosa volt.
1990-ben az év jugoszláv, 1997-ben az év horvát labdarúgójának választották.

### A válogatottban
1987-ben öt alkalommal szerepelt a jugoszláv U20-as válogatottban és egy gólt szerzett. Tagja volt az 1987-es chilei Ifjúsági világbajnokságon aranyérmes csapatnak, ahol a torna legjobb játékosának választották. Az 1990-es U21-es Európa-bajnokságon ezüstérmet szerzett a csapattal.
1989 és 1991 között 15 alkalommal szerepelt a jugoszláv válogatottban és négy gólt szerzett. Tagja volt az 1990-es olaszországi világbajnokságon részt vevő csapatnak, ahol a torna legjobb fiatal játékosának választották meg.
1994 és 2002 között 49 alkalommal szerepelt a horvát válogatottban és tíz gólt szerzett. Részt a csapattal az 1996-os Európa-bajnokságon, az 1998-as és a 2002-es világbajnokságon. Az 1998-as franciaországi világbajnokságon bronzérmet szerzett a csapattal.

### Edzőként
2006 és 2010 között a horvát válogatott segédedzőjeként kezdte edzői pályafutását. 2010 és 2012 között a szerb Crvena zvezda, 2013–14-ben a török Kayserispor vezetőedzője volt. 2014 és 2017 között az azeri, 2018–19-ben a bosznia-hercegovinai válogatott szövetségi kapitányaként tevékenykedett. 2019–20-ban a török Kayserispor, majd 2020-ban a Denizlispor, 2022-ben a szlovén Olimpija Ljubljana szakmai munkáját irányította.

## Sikerei, díjai

### Játékosként
- Az év jugoszláv labdarúgója (1990)
- Az év horvát labdarúgója (1997)

 Jugoszlávia
- Ifjúsági világbajnokság
  - aranyérmes: 1987, Chile
  - a torna legjobb játékosa (1987)
- U21-es Európa-bajnokság
  - ezüstérmes: 1990
- Világbajnokság
  - a torna legjobb fiatal játékosa: 1990, Olaszország

 Horvátország
- Világbajnokság
  - bronzérmes: 1998, Franciaország

 Crvena zvezda
- Jugoszláv bajnokság
  - bajnok (3): 1987–88, 1989–90, 1990–91
- Jugoszláv kupa
  - győztes: 1990
- Bajnokcsapatok Európa-kupája (BEK)
  - győztes: 1990–91

 Real Madrid
- Spanyol kupa (Copa del Rey)
  - győztes: 1993
- Spanyol szuperkupa (Supercopa de España)
  - győztes: 1993
- Copa Iberoamericana
  - győztes: 1994

 Dinamo Zagreb
- Horvát bajnokság
  - bajnok (3): 1997–98, 1998–99, 1999–00
- Horvát kupa
  - győztes: 1998

 Olimpija Ljubljana
- Szlovén kupa
  - győztes: 2003

### Edzőként
Crvena zvezda
- Szerb kupa
  - győztes: 2012